# 酒井忠好
酒井 忠好（さかい ただよし、1930年（昭和5年）6月11日 - 2015年（平成27年）1月25日）は、日本の政治家、岐阜県羽島市長（2期）。

## 来歴
岐阜県出身。岐阜県立農林学校（現・岐阜県立岐阜農林高等学校）卒。羽島郡江吉良村（現・羽島市）役場に入り、その後、合併で羽島市役所勤務となる。都市計画課長、岐阜インター建設対策室次長、市長公室長を歴任する。1980年の市長選挙に立候補し当選。市長を2期務めた。1988年落選。2003年勲五等瑞宝章を受章した。2015年死去。